# 응우옌턴

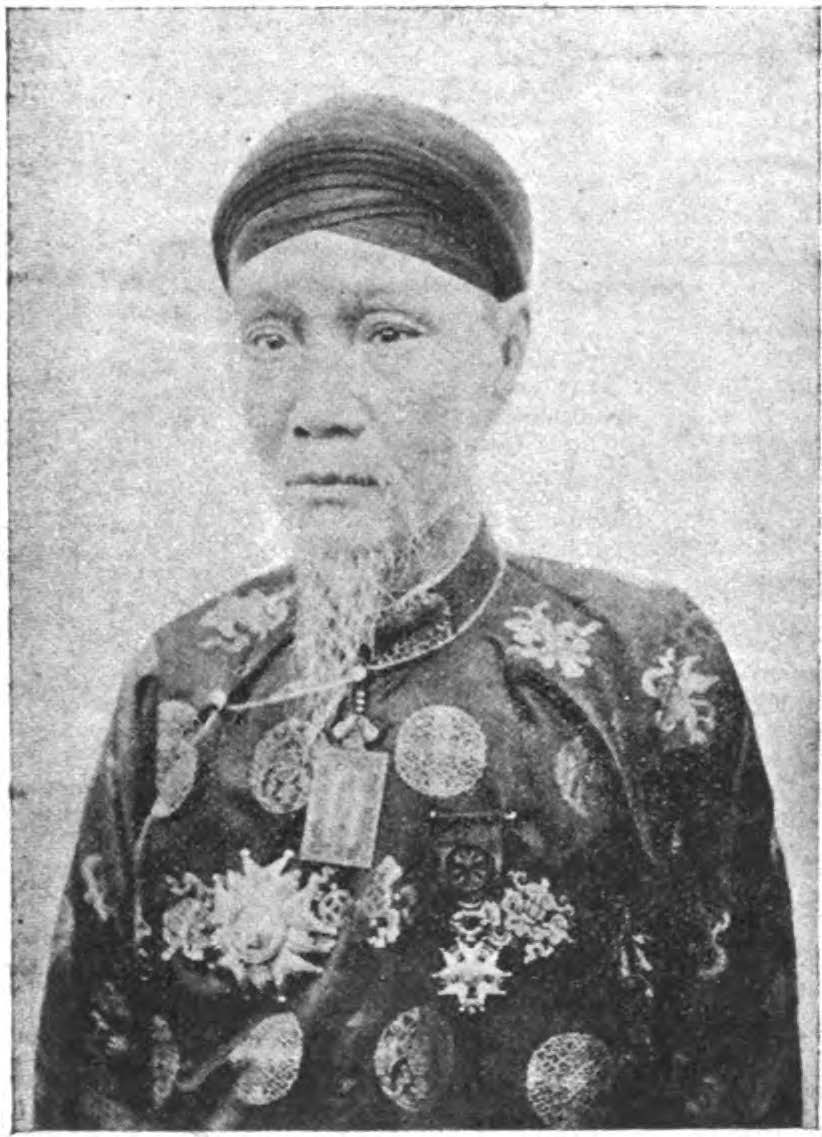
응우옌턴

응우옌턴(Nguyễn Thân, 阮紳, 완신, 1854년 ~ 1914년)은 베트남 응우옌 왕조의 관원으로, 성태제의 보정대신을 맡았다. 자는 탁찌(Thạch Trì, 石池, 석지)이다.